# Krebet (Masaran)
Krebet is een bestuurslaag in het regentschap Sragen van de provincie Midden-Java, Indonesië. Krebet telt 4813 inwoners (volkstelling 2010).